# Dianthidium sonorum
Dianthidium sonorum is een vliesvleugelig insect uit de familie Megachilidae. De wetenschappelijke naam van de soort is voor het eerst geldig gepubliceerd in 1942 door Michener.